# Richard Levinson
Richard Leighton Levinson (Filadelfia, 7 agosto 1934 – Los Angeles, 12 marzo 1987) è stato uno sceneggiatore e produttore televisivo statunitense ha legato il suo nome a William Link come scrittore e produttore di polizieschi per la televisione.

## Biografia
Levinson nacque a Filadelfia e frequentò la University of Pennsylvania, dove si laureò in Economia nel 1956. Servì nel United States Army dal 1957 al 1958 e sposò l'attrice Rosanna Huffman (1931-2007) nel 1969. Levinson aveva antenati ebrei.
William Link e Richard Levinson si conobbero il primo giorno di scuola e furono amici per tutta la vita. Erano entrambi avidi lettori di Ellery Queen e appassionati di mystery, che li portò successivamente a farne diventare una professione.
Iniziando con testi per la radio, passarono a scrivere per la televisione. Crearono e talvolta produssero la serie televisiva con Peter Falk, Colombo, Mannix, Ellery Queen, La signora in giallo (assieme a Peter S. Fischer) e Scene of the Crime, e altri film per la televisione come The Gun, My Sweet Charlie, That Certain Summer, The Judge and Jake Wyler, The Execution of Private Slovik, Charlie Cobb: A Nice Night for a Hanging, Rehearsal for Murder, and the short-lived TV series Blacke's Magic. Furono fieri di creare serie intelligenti e raramente violente.
Collaborarono anche per il film The Hindenburg (1975) e Rollercoaster (1977), e lo show per Broadway Merlin, con Doug Henning.
Usarono occasionalmente lo pseudonimo di Ted Leighton, visibile nella serie Ellery Queen: Don't Look Behind You, dove alcune sceneggiature furono scritte in collaborazione con altri, e Colombo per la stessa motivazione.
Nel 1979, Levinson e Link ricevettero il premio speciale Edgar Award dalla Mystery Writers of America per il lavoro su Ellery Queen e Colombo. Durante gli anni '80, vinsero tre volte il premio Edgar per Best TV Feature or MiniSeries Teleplay, e nel 1989 fu conferito il Ellery Queen Award, come miglior gruppo di scrittori di mistero. Nel novembre 1995 vennero inseriti nella Television Academy Hall of Fame.
Levinson morì di infarto a Los Angeles il 12 marzo 1987, all'età di 52 anni. Il primo spin-off de La signora in giallo, Gin And Daggers, fu dedicato a lui.
Come tributo a Levinson, Link scrisse la sceneggiatura per il film TV del 1991 Amici per sempre, con James Woods e John Lithgow.